# Gröden (Brandenburg)
Gröden is een gemeente in de Duitse deelstaat Brandenburg, en maakt deel uit van het Landkreis Elbe-Elster.
Gröden telt 1.336 inwoners.
Het dorp grenst in het zuiden aan Großenhain in de deelstaat Saksen.